# Коллекционер древностей
«Коллекционер древностей» (венг. A Régiséggyüjtö) — немой венгерский двухсерийный короткометражный фильм 1918 года режиссёра Альфреда Деэши. Главные роли исполнили Бела Лугоши и Камилла фон Холлаи.
По состоянию на 2021 год фильм считается утерянным.

## В ролях
| Актёр                                                    | Роль            |
| -------------------------------------------------------- | --------------- |
| Бела Лугоши (под псевдонимом Arisztid Olt)               | роль неизвестна |
| Норберт Дан                                              | роль неизвестна |
| Камилла фон Холлаи (в титрах указана как Kamilla Hollay) | роль неизвестна |
| Миклош Уйвари                                            | роль неизвестна |

## Производство
Фильм был снят в 1917 году, но его премьера состоялась только в 28 февраля 1918 года в театре «Корсо» в Будапеште. В прокат фильм вышел 6 марта 1918 года. Это был единственный комедийный фильм студии Star Film в котором снялся Бела Лугоши.
В одной из газет о фильме была такая заметка: «После почти беспрецедентного успеха фильма „Король жизни“ на этой неделе состоится премьера „Коллекционера древностей“ в театре «Корсо». Это новый фильм компании Star, комедия в двух действиях. Гениальная режиссура подтверждает проверенный талант Альфреда Деэши, можно восхищаться милой импульсивностью Камиллы Холлай и весёлым видом Аристида Ольта, Норберта Дана и Миклоша Уйвари в главных ролях».
До наших дней фильм не сохранился.